# Karl Stumfol
Karl Stumfol (ur. 1925, zm. ?) – zbrodniarz hitlerowski, członek załogi niemieckiego obozu koncentracyjnego Mauthausen-Gusen i SS-Sturmmann.
Obywatel jugosłowiański narodowości niemieckiej. 14 września 1942 wstąpił do Waffen-SS. Od 15 lutego do 10 sierpnia 1943 był strażnikiem w podobozie Gusen, następnie do 2 lutego 1944 przebywał w podobozie Wiener-Neudorf. Od 2 lutego do 25 września 1944 Stumfol pełnił służbę wartowniczą w podobozie Liebnitz. Następnie został przeniesiony do służby frontowej w ramach 13 Górskiej Dywizji SS. Walczył w Chorwacji i na Węgrzech do 14 grudnia 1944.
W procesie załogi Mauthausen-Gusen (US vs. Eduard Dlouhy i inni) skazany został na 3 lata pozbawienia wolności przez amerykański Trybunał Wojskowy w Dachau. Uznano go za winnego zarzutu maltretowania więźniów w kilku sytuacjach, a także zastrzelił czterech więźniów przy próbie ucieczki (w tym trzech jeńców wojennych).